# Đường cao tốc Ngân Xuyên – Côn Minh
Đường cao tốc Trùng Khánh-Côn Minh，viết tắt là Du-Côn cao tốc，mã hiệu là đường bộ là G85，có điểm đầu ở Ngân Xuyên，chạy qua Nội Giang, Nghi Tân, Chiêu Thông, kết thúc ở Côn Minh. Tuyến này có tổng chiều dài 2322 km.

## Các đoạn
- Đoạn Trùng Khánh：đã thông tuyến
- Đoạn Tứ Xuyên：đã thông tuyến
- Đoạn Vân Nam：đang xây dựng